# 近世から近代にかけての世界の一体化
近世から近代にかけての世界の一体化（きんせいからきんだいにかけてのせかいのいったいか）では、18世紀前半の世界の一体化の動きについて詳述する。この時代は、ヨーロッパ、アフリカ、南北アメリカ大陸では三角貿易が完成し、ヨーロッパでは中世の生活習慣が大きく一変した時代でもあった。
一方、アフリカ大陸では奴隷貿易によって人口が激減し経済・社会が疲弊した。また、南北アメリカ大陸ではイギリス、フランス、スペイン、オランダ、ポルトガルにおける植民地化が確立した。このことにより、各国間の対立が目立ち始めた時代でもあった。その中で、イギリスとフランスが覇権をめぐって争う時代へ突入していった。
一方、清は康熙帝、雍正帝の時代を迎え、全盛期を迎えつつあった。また、前世紀に君臨していたオスマン帝国、サファヴィー朝、ムガル帝国のイスラーム3帝国は徐々に衰退していった。これらアジア諸国とヨーロッパ諸国は、衝突と交易を交互に繰り返しながらも、一体化が進み始めていった。

## 奴隷貿易の進展とその影響

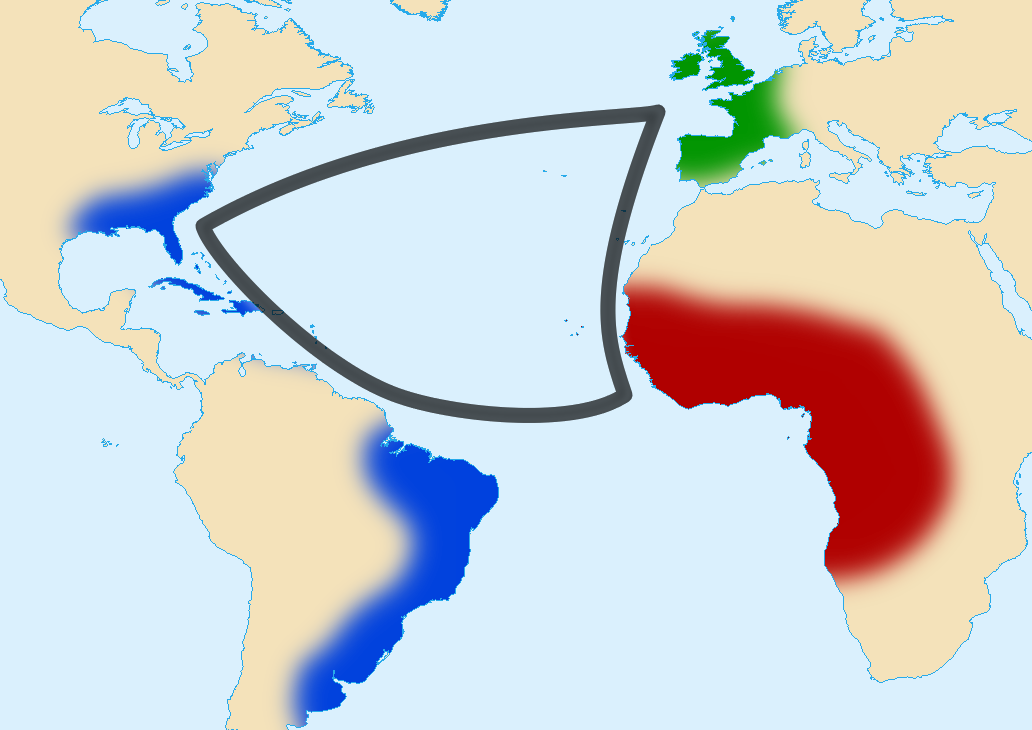
大西洋三角貿易

16世紀以降、ヨーロッパ商人が奴隷貿易に進出すると3世紀の間に約1,000万人の黒人が奴隷として売られたと推定され、アフリカは唯一、人口が減少した大陸となった。なかでも1701年から1810年の間には600万人を越す黒人が大西洋を渡った。奴隷船（slave ship）には乗せられるだけの奴隷が乗せられ、栄養失調やチフスで多くの奴隷が死に、海へ投げ捨てられた。奴隷船は遠くからも汚臭を放ち、近くには海にうち棄てられる遺体をめあてにしたサメが泳いでいたという。絶望のあまり自殺する者がでたり、反乱がおこることもあった。奴隷狩りや輸送中での死亡者数を加えると数千万人が故郷から引き離されたと考えられる。アフリカは深刻な労働力不足に陥り、その後の開発が遅れた一因となった。
西インド諸島では、砂糖のモノカルチャーのため、食糧輸入が途絶えると飢饉となって餓死者が出た。欧米の砂糖需要に左右され、その政治・経済は完全に西ヨーロッパに従属した。
ここに至って、ヨーロッパ、西アフリカ、西インド諸島の3地域を頂点とし、辺にあたる貿易ルート特定の海流に乗った一方通行となる大西洋三角貿易が構造化した（ルートは下記参照）。三角貿易の構造化により、北米植民地では、ラム酒製造や造船業、海運業などが発達し、ニューヨークなどの港湾都市が栄えてアメリカ独立の資金源となっていった。
1. ヨーロッパからは、毛織物・ラム酒・武器が、カナリア海流に乗って 西アフリカへ。
2. 西アフリカからは、奴隷（“黒い積み荷”）が、南赤道海流に乗って 西インド諸島などへ。
3. 西インド諸島などからは、砂糖（のちには綿も）（“白い積み荷”）が、メキシコ湾流と北大西洋海流に乗って ヨーロッパへ。

イギリスは、1713年のユトレヒト条約で独占的奴隷供給権を獲得し、砂糖貿易とともに莫大な利潤を得た。奴隷貿易で栄えたリヴァプールやブリストルの港湾都市には資本が蓄積され、その後背地にあたるマンチェスターやバーミンガムは、産業革命の時代には工業都市として発達することとなる。

## 生活革命
18世紀には、茶・砂糖・コーヒー・綿織物など植民地やアジアからの輸入品が市民にも広まっていった。これを、生活革命と呼んでいる。

### コーヒーハウスと喫茶の普及
ヨーロッパ最初のコーヒーハウスは、1650年、イングランドのオックスフォードにユダヤ人が開いたものだといわれる。その後、ロンドンにもコーヒーハウスが開店し、王政復古（1660年）やロンドン大火（1666年）を経て増加し、18世紀初頭のロンドンには3,000軒を越すコーヒーハウスがあったという。客は男性ばかりで、酒は出さず、コーヒーやたばこを楽しみながら、新聞や雑誌を読んだり、客同士で政治談議や商談、世間話をした。

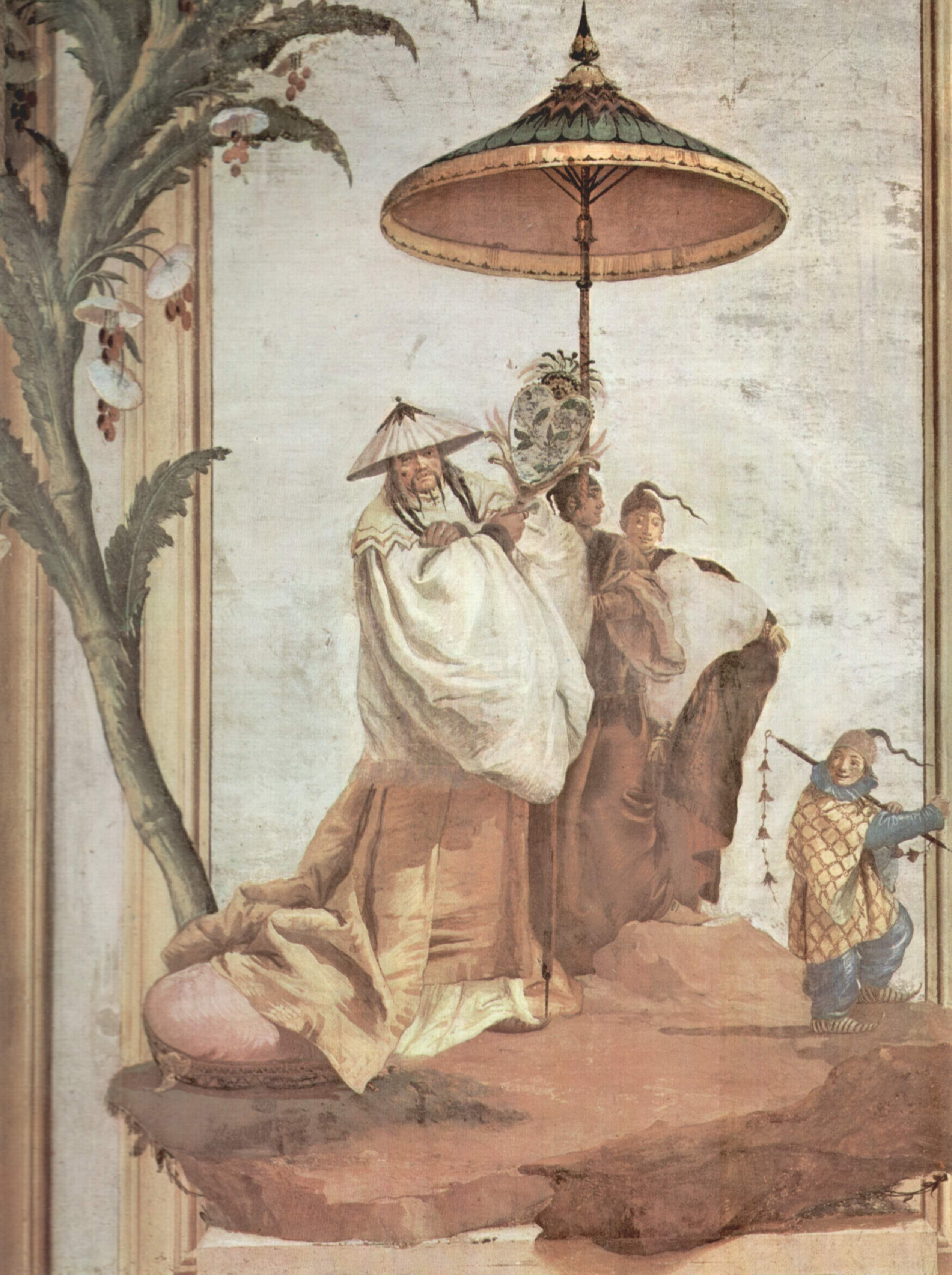
シノワズリ（ジョヴァンニ・バッティスタ・ティエポロ、1757年）

コーヒーハウスでは情報交換もさかんにおこなわれ、ジャーナリズムが発展する温床のひとつともなっていった。『ロビンソン・クルーソー』の著者ダニエル・デフォーも1704年に新聞『レヴュー』を発行し、近代ジャーナリズムの火付け役となっている。また、「ロイズ・コーヒーハウス」には、船主たちが多く集まり、店では船舶情報を掲載した「ロイズ・ニュース」を発行していた。やがて、店で船舶保険業務を取り扱うようになり、これが保険会社ロイズの起源とされる。その他、文芸評論の場となったり、科学協会や政党の集会場もコーヒーハウスにおかれ、ここでは市民文化がはぐくまれることとなった。
一方、茶は、トマス・トワイニングが1706年、「トム・コーヒーハウス」を開業するかたわら、家庭でも喫茶できるよう茶葉の小売りを開始して、喫茶の大衆化をすすめ、1717年にはイギリス最初のティー・ハウス「ゴールデン・ライアンズ」を開いた。
これに伴い、砂糖消費が増え、中国製ならびに日本製陶磁器の需要も増加した。18世紀中葉のシノワズリの流行も陶磁器装飾をはじめとする中国の文物に触発されたものだった。陶磁器の需要増加に伴い、ヨーロッパ各地で陶磁器を生産するようになっていった。ドイツのザクセンのマイセンを皮切りに、イギリスではジョサイア・ウェッジウッドが陶器製造業者として王室や上流階級向けの贅沢な茶器を製作するようになった。ウェッジウッドは、1766年に国王ジョージ3世の王妃シャーロットからの称賛を浴びて「王室御用達」の陶工として認められ、その作品に「クイーンズウェア」と命名することを許された。その一方、産業革命勃興期にあたっていたことから、機械や動力を駆使して大量生産による廉価な実用品も開発、販売して茶器の大衆化に努め、実業家としても成功を収めた。

### 綿織物の普及
ヨーロッパにおける宮廷文化の発達と市民階級の台頭によって、保湿・吸水性にすぐれ、肌ざわりもよく、安価で装飾に適した綿織物の人気は上昇していった。とくにインド産綿織物は染色が容易で柔らかく、丈夫だったため、世界各地から求められ、18世紀のヨーロッパに「ファッション革命」をもたらしたといわれる。いかに木綿の原料を入手するか、あるいは、いかに綿製品を安価に大量に生産するかをめぐる競争や抗争は、18世紀以降の世界史を大きく動かしてきた。18世紀のインドにおけるカーナティック戦争をはじめとする英仏間抗争、アメリカ南部での綿花プランテーションの開始、イギリス産業革命における技術革新などはそのような歴史事象の例である。

## 啓蒙の世紀
17世紀の科学革命の成果を受け、18世紀には合理的な思考を自然のみならず社会にもあてはめ、理性に絶対の信頼をおいて、非合理的なものを批判する啓蒙思想がフランスを中心にひろまった。ダランベール、ディドロらによってパリで発行された『百科全書』は啓蒙の集大成であり、当時の先端科学からアジアの情報までふくまれていた。
フランスでは、『哲学書簡』のヴォルテール、『法の精神』のシャルル・ド・モンテスキュー、『社会契約論』・『人間不平等起源論』のジャン＝ジャック・ルソーらによる啓蒙思想が、絶対主義や宗教の非合理的な面を批判する下からの変革の思想となった。
これに対し、ドイツやロシアでは富国強兵をめざす絶対主義君主が「上からの近代化」をおしすすめるために啓蒙思想を利用した。このような君主を啓蒙専制君主という。「君主は国家第一の下僕」ということばを残したフリードリヒ2世（プロイセン）やエカチェリーナ2世（ロシア）、ヨーゼフ2世（オーストリア）は、その代表である。イギリス経験論と大陸合理論の統合を果たそうとしたドイツ観念論哲学の祖イマニュエル・カントは、ドイツ啓蒙思想の代表でもある。また、ゴットホルト・エフライム・レッシング（ドイツ）は劇場活動を通しての啓蒙に意を注いだ人物だった。

## 2つのバブル

### 南海バブルと議院内閣制の成立

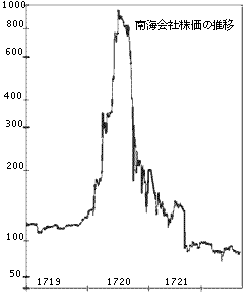
南海会社株価の推移

イギリスでは、1714年のアン女王の逝去によってステュアート朝が断絶し、王位継承法によってジェームズ1世の曾孫に当たるハノーファー選帝侯ゲオルクがイギリス国王ジョージ1世として招かれた。ハノーヴァー朝のはじまりである。即位当時のジョージ1世は英語が話せず、イギリスの政治事情にも不慣れだった。
そうしたなか、イギリスでは1720年に南海泡沫事件（南海バブル）が起こった。南海会社は、1711年にロバート・ハーレーによって、イギリスの財政危機を救うために国債の一部を引き受けさせ、奴隷貿易による利潤でそれを賄う目的でつくられた貿易会社だった。ユトレヒト条約の結果、イギリスがスペイン領への独占的奴隷供給権（アシエンタ）を得たことから、おもにキューバでの奴隷貿易を行う目的で設立されたが、密貿易の横行やスペインとの関係悪化、海難事故などで本業が振るわず、国債を引き受けるどころか、会社経営そのものが危うくなりつつあった。苦境に立った南海会社が1718年に富くじを発行するとそれが成功をおさめ、会社は金融機関に変貌していった。
1719年、巨額の公債引き受けの見返りに額面等価の株券発行許可を、イングランド銀行との熾烈な入札競争の末に勝ち取った。しかし、そのため巨額な上納金を政府に支払わなければならず、南海計画という無謀な返済計画を立てた。
その結果、わずか数か月で株価が10倍に高騰し、人びとはこぞって投資に狂奔し、空前絶後の投資ブームが起こった。しかし、バブルの破綻は間もなくあらわれた。無許可の会社が乱立する一方で、バブルが崩壊し、あらゆる株価が暴落する恐慌に陥った。貴族やブルジョワジーに限らず多くの人びとが投資熱にあおられて株に手を出していたため、これに伴う混乱は非常に大きなものだった。
事態の収拾にあたったのは財政の専門家として名をあげていたロバート・ウォルポールだった。1721年までには、南海泡沫事件の事務的な処理方針を確定させ、再び経済も回復軌道に戻った。政治責任を問われるはずの人々に対しては追及の手をゆるめて、この事件を煙に巻く形で終わりにさせた。この手腕は、国王ジョージ1世の大きな信頼を勝ち取ることとなり、これ以後、ウォルポールは第一大蔵卿として、1742年まで政権を担当し、「国王は君臨すれども統治せず」と形容される、イギリス議院内閣制の基礎を築くこととなった。

### ミシシッピ計画
南海泡沫事件とほぼ同時期、フランスではミシシッピ計画にともなう株価の高騰と暴落が起こっている。1717年にスコットランドの実業家ジョン・ローが、当時誰からも見放されていたミシシッピ会社の経営権を入手し、ルイジアナ植民地などミシシッピ川流域の北米フランス植民地との貿易にたずさわる権利を得た。
折しも1718年、かねてよりミシシッピ川流域を探検していたモントリオール生まれのジャン・バティスト・ヴィヤンヴィル総司令官が、ミシシッピ川とポンチャートレーン湖にはさまれた三角州に新しい町ラ・ヌーヴェル・オルレアン（現在のニューオーリンズ）を建設した。町の名は植民のパトロンでもあった摂政オルレアン公（フィリップ2世）にちなんで付けられた。
フランス政府は、ジョン・ローの会社に北米および西インド諸島との貿易について25年の独占権を保証し、1719年、フランス東インド会社や中国会社、その他のフランスの貿易会社を併合して翌年には王立銀行を所有するまでに至った。ジョン・ローは、ルイジアナの資源を誇張して伝え、事業計画を巧みに説明した。1719年、この会社の株式は熱狂的な投機対象となり、株価は500リーブルから15,000リーブルに高騰した。しかし、1720年夏、突如として信用不安が起こり、1721年には再び500リーブルまで下落した。ジョン・ローは、1720年のうちに摂政オルレアン公によって解任され、国外に逃亡した。
この2つのバブル事件は、英仏における広汎な資本の蓄積と「金あまり現象」を物語ると同時に、人びとのアメリカ大陸への関心がヨーロッパの景気を左右するまでに至ったことを示している。

## 北米植民地

### フランスの北米植民地
フランスの北米大陸への植民は1604年のカナダ植民に始まる。1608年にはケベック市が、1642年にはモントリオール市が建設され、五大湖地方、さらにはルイジアナと命名されたミシシッピ川流域地方へと勢力を拡大した。
セントローレンス川流域のケベック地方を除くと、フランス植民地はイギリス植民地にくらべて概して人口が少なく、毛皮取引を主体とする一時的な居住が多かった。そのため、インディアンとの摩擦も比較的少ない傾向にあった。フレンチ・インディアン戦争で、インディアンたちが多くフランスと同盟したのもそのためである。
そこでは、フランス政府や国王、王族による直接的な統治がなされていた。

### 13植民地の成立

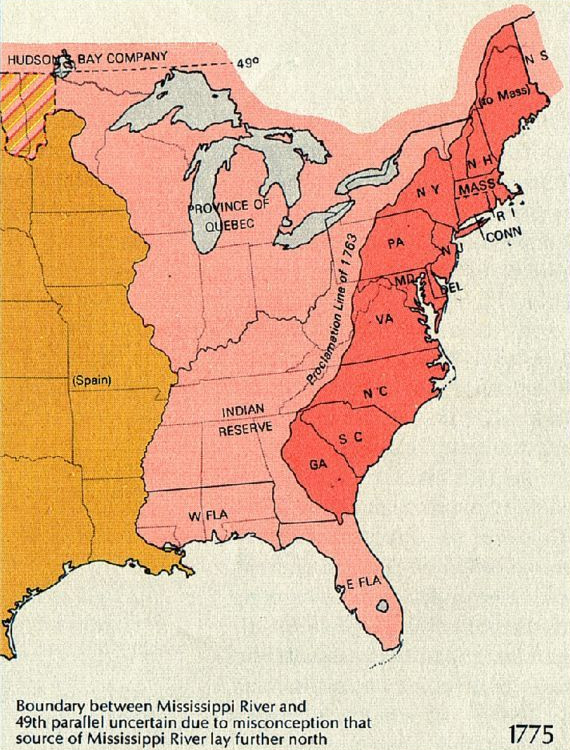
13植民地（赤色）

イギリスでは、1607年のヴァージニアに始まり、1732年のジョージアにいたる東海岸に13植民地が形成された。フランス植民地にくらべると、自営農民として家族単位での植民と定住が一般的であり、人口も多かった。特に18世紀に入ると人口は急増し、農地の確保をめざしたため先住民であるインディアンとの摩擦も多かった。イギリス国王の特許状による自主的な運営が行われ、政治的自由が認められており、その緩い支配は「有益なる怠慢」と称されていた。13植民地の経済的な特色は、北部と南部では著しく異なり、中部はその中間的な特色を有していた。
プリマスやマサチューセッツなどを中心とするニューイングランド植民地（北部植民地）はピューリタンが多く、自主独立の気風が強かった。この地域では庶民の立法機関であるタウンミーティング制度が発達していた。豊富な水力や木材を利用した工業も発達し、産業資本家や労働者の形成もみられた。しかし、農業の大規模経営は発展しなかった。
ヴァージニアやサウスカロライナなどの南部植民地では、プランテーションとよばれる大規模農業経営が広まった。そこでは当初白人の年季奉公農民を使用していたが、労働力不足からしだいにアフリカ大陸から黒人を奴隷として輸入するようになった。プランターの多くは保守的で、またカトリックの勢力が多かった。そこでは、本国の議会制度を模したカウンティ（郡）の制度が採用されることが多かった。
ニューヨーク、ペンシルベニアなどの中部は小麦を中心とする農産物輸出が盛んだったが、奴隷制プランテーションは発達せず、農業と商業を中心に発達した。

## 英仏抗争とその帰趨
18世紀に入ると、フランスとイギリスの対立は典型的には海外植民地の奪い合いというかたちで現れてくる（経過については第2次百年戦争#経過を参照）。その帰趨は18世紀半ばの欧州の七年戦争および北米のフレンチ・インディアン戦争におけるイギリスの勝利によってほぼ決した。大英帝国の成立である（アメリカ独立以前を「第一次帝国」または「旧帝国」、独立以後を「第二次帝国」または「新帝国」と呼ぶことがある）。一方のフランスは北米植民地とインドでの拠点をともに失い、国内では絶対王政のゆきづまりが明らかとなって、フランス革命以後パリ・コミューンの終結に至るまで長い政治的激動の時代を迎えることとなった。

### イギリス勝利の理由
イギリスが勝利した理由としては、戦費調達能力がフランスのそれを大きく上回っていたことが掲げられる。議会の承認により税収のほとんどを軍事費に投入でき（フランスは国王の浪費も財政に影響した）、議会が保証するイギリス国債の信用が高く、臨時の資金調達能力も優れていた（アンシャン・レジーム下のフランスでは徴税権をもつ貴族が多く、国庫収入が少なかった）。加えて、フランスがユトレヒト条約などにみられるように王位・王権に対する執着が強く、冷静に国益を見据えた外交政策を持たなかった点もしばしば指摘される（ただし、これには異論もある）。しかし、イギリスもまた周囲にくらべてきわめて税負担の重い国として知られていた。いずれにせよ、この抗争の勝利によってイギリスの覇権国としての地位はゆるぎないものとなり、後世パックス・ブリタニカと呼ばれる繁栄の時代の基礎がつくられた。

### イギリスの貿易構造
17世紀から18世紀にかけてのイギリスの貿易構造は以下のとおりである。
| 貿易相手         | 輸入品目（相手国→英国）              | 輸出品目（英国→相手国）                    | 備考                                   |
| ---------------- | ------------------------------------ | ------------------------------------------ | -------------------------------------- |
| 北ヨーロッパ     | 鉄・リンネル・鋼・木材・亜麻・帆布   | 銀・毛織物                                 | -                                      |
| ドイツ・オランダ | リンネル・紙・東インド商品           | 毛織物                                     | -                                      |
| フランス         | ワイン・絹織物・リンネル・紙         | 金・銀・毛織物                             | -                                      |
| スペイン         | 羊毛・オリーブ油・石鹸・ワイン・銀   | 毛織物                                     | -                                      |
| ポルトガル       | ワイン・オリーブ油・ブラジル銀       | 毛織物                                     | -                                      |
| インド           | キャラコ・絹織物・香辛料・インディゴ | 金・銀                                     | -                                      |
| 北米（北部）     | 木材・魚・毛皮・ラム酒               | 毛織物・絹織物・リンネル・綿織物・金属製品 | アフリカより黒人奴隷、西インドより砂糖 |
| 北米（南部）     | タバコ・米・インディゴ・綿花         | 毛織物・絹織物・リンネル・綿織物・金属製品 | アフリカより黒人奴隷                   |
| 西インド諸島     | 砂糖・綿花・インディゴ・コーヒー     | -                                          | アフリカより黒人奴隷                   |
| アフリカ         | 金・象牙・黒人奴隷                   | 毛織物・日用品・火器                       | アメリカ大陸・西インドへ奴隷を輸出     |

## ロシア、プロイセンの台頭

### 西欧化政策とロシアの発展
オランダの衰退と英仏抗争の時期には北欧、東欧において新たな勢力が台頭した。ロシアのピョートル1世は、雪と氷に閉ざされたロシアの状況を打破すべく不凍港を求めた。そのために自ら西欧に赴いてオランダの造船所で職工を体験し、200人を越す大視察団を派遣して西欧の科学技術を学び、その科学技術をもとに軍備の増強を行い、南方に進出した。黒海方面ではオスマン帝国を撃破し、1699年にはカルロヴィッツ条約を締結してアゾフ海沿岸一帯を獲得した。
また、1700年から20年におよぶ大北方戦争において、カール12世率いる北欧の強国スウェーデンを破り、1721年ニスタット条約によって現在のエストニア、ラトヴィア、リトアニアといったバルト海沿岸諸国、およびカレリアを獲得し、バルト海域の覇権を掌握、ピョートル1世は1721年に皇帝（インペラトール）となった。なお、この戦争中の1703年にバルト海を臨む地に新都を建設し、1712年には内陸のモスクワからサンクトペテルブルクに遷都した。東方では、1707年にカムチャツカの領有を決め、のちにベーリングを派遣している。
ただし、その一方では、産業の近代化と国家の強大化を推進するための財源確保の必要から、農奴制の強化がはかられていき、この政策は18世紀後半のエカチェリーナ2世の時代にも継続された。

### プロイセンの台頭とオーストリア
ウェストファリア条約により、ドイツの領邦国家には主権が認められた。そのなかで台頭してきたのがベルリンを拠点とし、同条約で東ポンメルンの領有を認められたプロイセンである。18世紀前半の「兵隊王」フリードリヒ・ヴィルヘルム1世はフランスから逃亡してきたフランスのカルヴァン派・ユグノーを庇護し国内の産業を育成するかたわら、宮廷費用を圧縮し、また、ユンカーと呼ばれる領主貴族の子弟を高級官僚・将校として採用し、農奴からの徴兵を実施して軍備増強を行った。また、大北方戦争に参加し、プロイセンの版図を拡大した。この戦争でプロイセンは、西ポンメルン、ウーゼドム島、ヴォリン島などを獲得している。後を継いだ息子のフリードリヒ2世は、オーストリア・ハプスブルク家のカール6世の死後、娘のマリア・テレジアの家督相続の見返りにシュレージエンの割譲を要求し、フランス、ザクセン、バイエルンと同盟を結び、1740年オーストリア継承戦争を起こして、勢力を広げることに成功した。
オーストリアはイギリスとの提携により、プロイセン以外のドイツ諸侯に攻め込まれた領土を取り戻すことに成功したが、マリア・テレジアはプロイセンからシュレージエンを奪回することに執念を燃やした。そこで、ヴェンツェル・アントン・カウニッツの外交政策を採用し、長年の宿敵だったフランスと和解し、ロシアと同盟して反プロイセン包囲網を形成した（外交革命）。ルイ15世の愛人であるポンパドゥール夫人、ロシアのエリザヴェータと手を組んだので「3枚のペチコート作戦」と呼ばれた。その一方で、プロイセンはイギリスとの同盟によって対抗することとし、1756年、両者の間で七年戦争が勃発した。最終的にはロシアのエリザヴェータ女帝の没後、ドイツ文化に心酔していたピョートル3世がプロイセン側に立場を変えたため、プロイセンは九死に一生を得た形で講和となり、1763年フベルトゥスブルク条約によって、シュレージエンのプロイセン領有が認められることとなった。

## 18世紀前半のアジア
産業革命以前のヨーロッパの海外活動は、アフリカ沿岸部、南北アメリカ、東南アジアなどの地域を植民地としていたが、清帝国、オスマン帝国、サファヴィー朝、ムガル帝国などのアジア専制国家群に対しては、各国の特産品を買い付け、ヨーロッパに運び、利益を得る貿易活動に中心を置いていた。そのため、特産物を生み出すアジア各地の伝統文化や社会を尊重し、これを破壊することはむしろ避けていた。
ヨーロッパ勢力が海からアジアに進出したといっても、インド綿布や宝石、イランの絹織物や絨毯のように、海路を通じてではなく内陸アジアの遊牧民を経由して各地に運ばれたものもあり、18世紀前半までのヨーロッパは、こうしたアジア内部の交易に、ようやく外側から参画していたにすぎなかった。しかし、1765年、ブクサールの戦いでインド連合軍に勝利したイギリス東インド会社が、ムガル朝皇帝シャー・アーラム2世からベンガル、ビハール、オリッサの地租徴税権を獲得するとインドの植民地化が急速に進展し、拡大するヨーロッパ経済への従属を強めていった。

### オスマン帝国の様相
カルロヴィッツ条約により領土の削減を余儀なくされたオスマン帝国だったが、1700年には大北方戦争に巻き込まれ、スウェーデン王カール12世の逃亡を受け入れたため、ピョートル1世治下で国力増大の著しいロシア帝国との間で苦しい戦いを強いられた。ロシアとは、1711年のプルート川の戦いで有利な講和を結ぶことに成功したが、つづくオーストリア・ヴェネツィア共和国との戦争の結果、1718年のパッサロヴィッツ条約でセルビアの重要拠点ベオグラードを失った。
このように、17世紀後葉から18世紀にかけてのオスマン帝国は、軍事的には東欧絶対主義諸国に押されて、かつての栄光を失いつつあったが、18世紀に入ると、ヨーロッパの新しい制度や文化を積極的に取り入れて、帝国統治のしくみをかえようとする改革派の人びともあらわれた。アフメト3世の宰相イブラヒム・パシャの執政時代には対外的融和政策が採られ、平和を謳歌する雰囲気のなかで西方の文物が取り入れられて文化の円熟期を迎えた。この時期を、西欧から逆輸入されたチューリップが装飾として流行したことから、チューリップ時代と呼称する。
一方、18世紀には、政府にかわって地方の徴税権を掌握したアーヤーンが経済的な力をたくわえ、かれらの手に支えられた緩やかな経済発展が進んだものの、地域一帯に影響力をもつ名士が各地に台頭し、地方社会の自立化が進んだ。

### サファヴィー朝の滅亡とアフシャール朝
オスマン帝国によってイラクを失って以後のサファヴィー朝は次第に衰えていった。18世紀に入ると衰退は決定的となり、クルディスタンのクルド人、バローチスタンのバローチ人など辺境の民族が相次いで反乱を起こした。特にアフガニスタンでアフガン人（パシュトゥーン人）のミール・ワイスが1709年に起こした反乱は、カンダハールにアフガン政権を自立させるに至った。
1719年、ミール・ワイスの子ミール・マフムードはイラン本土への進軍を開始しケルマーンを攻略、1722年には首都エスファハーンを包囲して王（シャー）フサインは退位、マフムードに降伏した。これに対し、オスマン帝国とロシア帝国が干渉に踏み切り、イラン侵攻を開始して情勢は混乱をきわめた。
同年、フサインの子タフマースブ2世が古都カズヴィーンで即位し、アフガン人への抵抗を開始したが、諸勢力の攻勢の前に逃亡を余儀なくされた。やがてホラーサーン地方に居住していたクズルバシュのアフシャール部族を率いたナーディル・クリー・ベグがタフマースブを庇護して、その摂政となり、アフガン人勢力やオスマン帝国を破ってサファヴィー朝の旧領の大半を回復した。1736年、ナーディルはタフマースブの子アッバース3世を退位させ、ナーディル・シャーと称してアフシャール朝を開いた。
ナーディル・シャーは、短い期間ではあるものの、アナトリア東部からイラン、中央アジア、インドにおよぶ広大な領域を支配下に入れたため、イラン史では一代の梟雄とされ、その武勇により「ペルシアのナポレオン」、「第二のアレクサンドロス」と呼ばれることがある。アフシャール朝は18世紀末までつづくが、ナーディル・シャーの暗殺後は群雄割拠の時代がつづいた。

### ムガル朝の衰退とインドの分裂
50年におよぶ治世のなかで、デカン遠征をはたしてインド亜大陸のほぼ全域を支配した皇帝アウラングゼーブは1707年に死去した。イスラーム神学にも深い造詣をもつ彼は、「生きた聖者」とよばれる厳格なイスラーム教徒で、異教徒を抑圧したため、晩年はヒンドゥー教徒の反発や各地の農民一揆に悩まされる日々を過ごした。
アウラングゼーブ死後、ムガル朝は中央集権的な軍事国家体制が崩壊し、バハードゥル・シャー1世（在位：1707年 - 1712年）、ジャハーンダール・シャー（在位：1712年 - 1713年）、ファッルフシヤル（在位：1713年 - 1719年）、ラフィー・ウッダラジャート（在位：1719年）、ラフィー・ウッダウラ（在位：1719年）の6人の皇帝が、ムハンマド・シャー（在位：1719年 - 1748年）が1719年にパーディシャー（皇帝）の称号を得て即位するわずか12年の間に、相次いで廃位や殺害をくり返す混乱状態となった。これは、度重なる皇位継承戦争やサイイド兄弟が皇帝位に干渉しつづけたことによる。ムハンマド・シャーの即位もまた、サイイド兄弟の信任によるものだった。

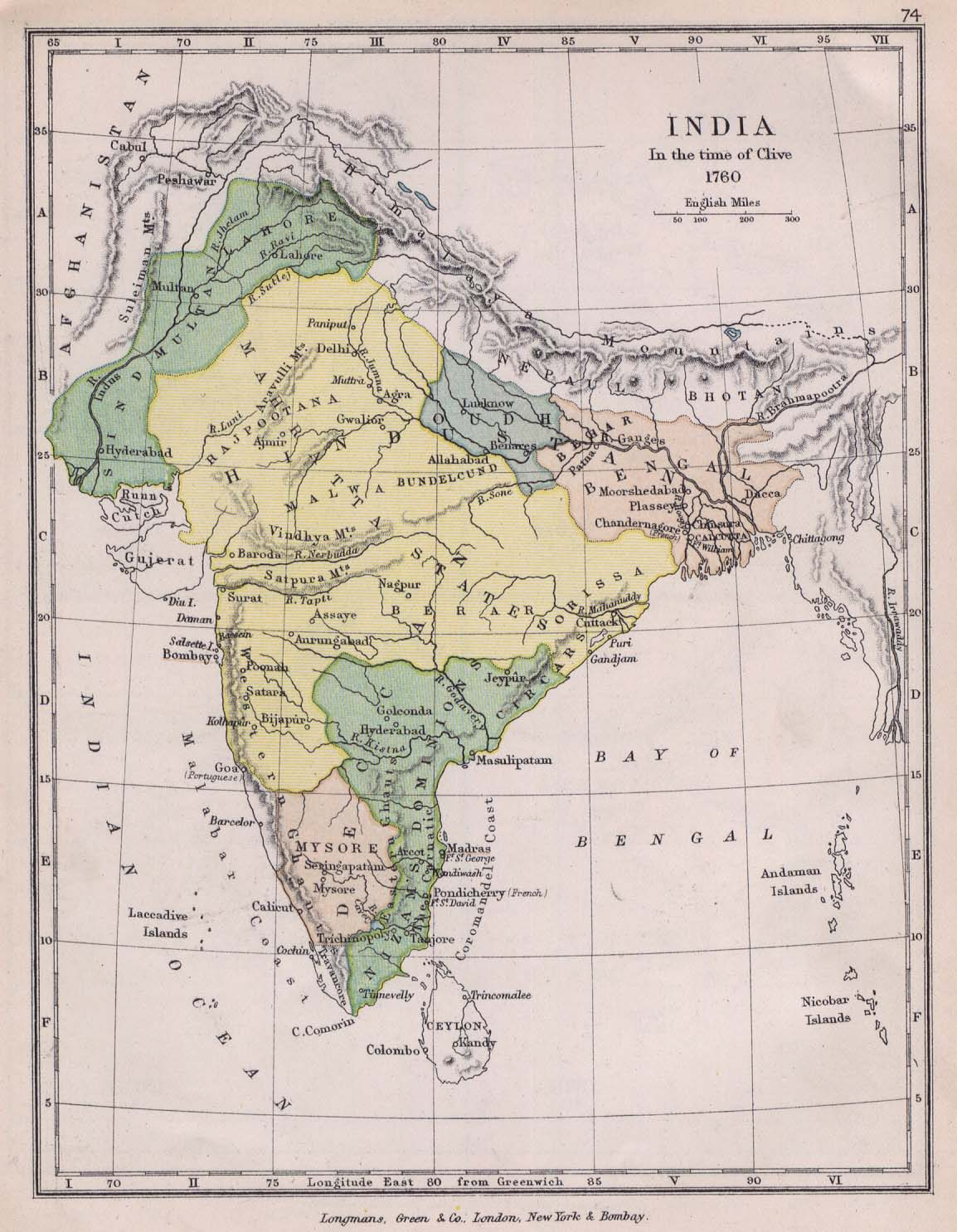
1760年のインド（黄色がマラーター同盟）

ヒンドゥー教では、17世紀後半よりシヴァージーによって率いられたマラーター族がムガル朝に反乱を起こし、デカン高原西部にマラーター王国を称してアウラングゼーブを苦しめたが、1680年にシヴァージーが死ぬと、王国はムガル朝におされて一時衰退していた。
1708年、マラーター王国を中心に有力諸侯によるマラーター同盟が結成された。1713年、マラーター王シャーフーはその王位継承に功のあった司令官バーラージー・ヴィシュヴァナートを初代宰相に任じた。ここに、王国宰相を中心とする各地の有力諸侯（ラージャ）による諸侯連合体制がしだいに整備されて、ムガル朝の衰退に乗じてインド中部から北部へと勢力を伸ばし、1737年には弱体化したムガル朝の首都デリーを攻撃した。
一方、1708年にムガル朝の地方統治者と戦っていたシク教第10代教主のグル・ゴーヴィンド・シングは、デカン高原のマラーター王国遠征中にアフガン人の刺客から受けた傷がもとで死亡した。彼の4人の息子はムガル朝との戦争で先に死んでおり、遺言により教主職の相続を廃止し、聖典『グラント・サーヒブ』を教主（グル）として仰ぐようにしたため、人間としてのグルは彼が最後となった。こののち、シク教徒たちは、1710年から1715年にかけてムガル朝に対し、大規模な反乱を起こしている。
その間、1739年には、アフシャール朝イランのナーディル・シャーがインドに侵攻している。首都デリーでは略奪と虐殺をくり返し、シャーが引き揚げたあとはまるで廃墟のようだったという。長いあいだ栄えたムガル朝の巨万の富は諸外国にも鳴り響いており、莫大な財貨を持ち帰った彼はイランの人びとから英雄として迎えられた。戦利品のなかには、ムガル朝の象徴「孔雀の玉座」があった。これは、2羽のクジャクを飾る宝石がちりばめられたもので、シャーによって解体され、宝石の山となって持ち帰られたという。
サファヴィー朝、ムガル朝ともに、もともと内陸部の騎馬民の軍事力を背景にして成立した王朝国家ということもあり、海上交易には比較的関心がうすく、インド洋やペルシア湾でのヨーロッパ諸国の活動をほとんど制限しなかった。また、ヨーロッパの新しい科学技術に対する関心も概して低かった。それが、ヨーロッパ諸国の本格的な進出を許す原因ともなった。しかし、両王朝の衰退は主に領域内からの反乱によるものであり、ヨーロッパ人の進出の結果とはいえない。ヨーロッパ人の進出、特にイギリスによるインドの植民地化はむしろその衰退に乗じたものといえる。

### 清朝「三世の春」

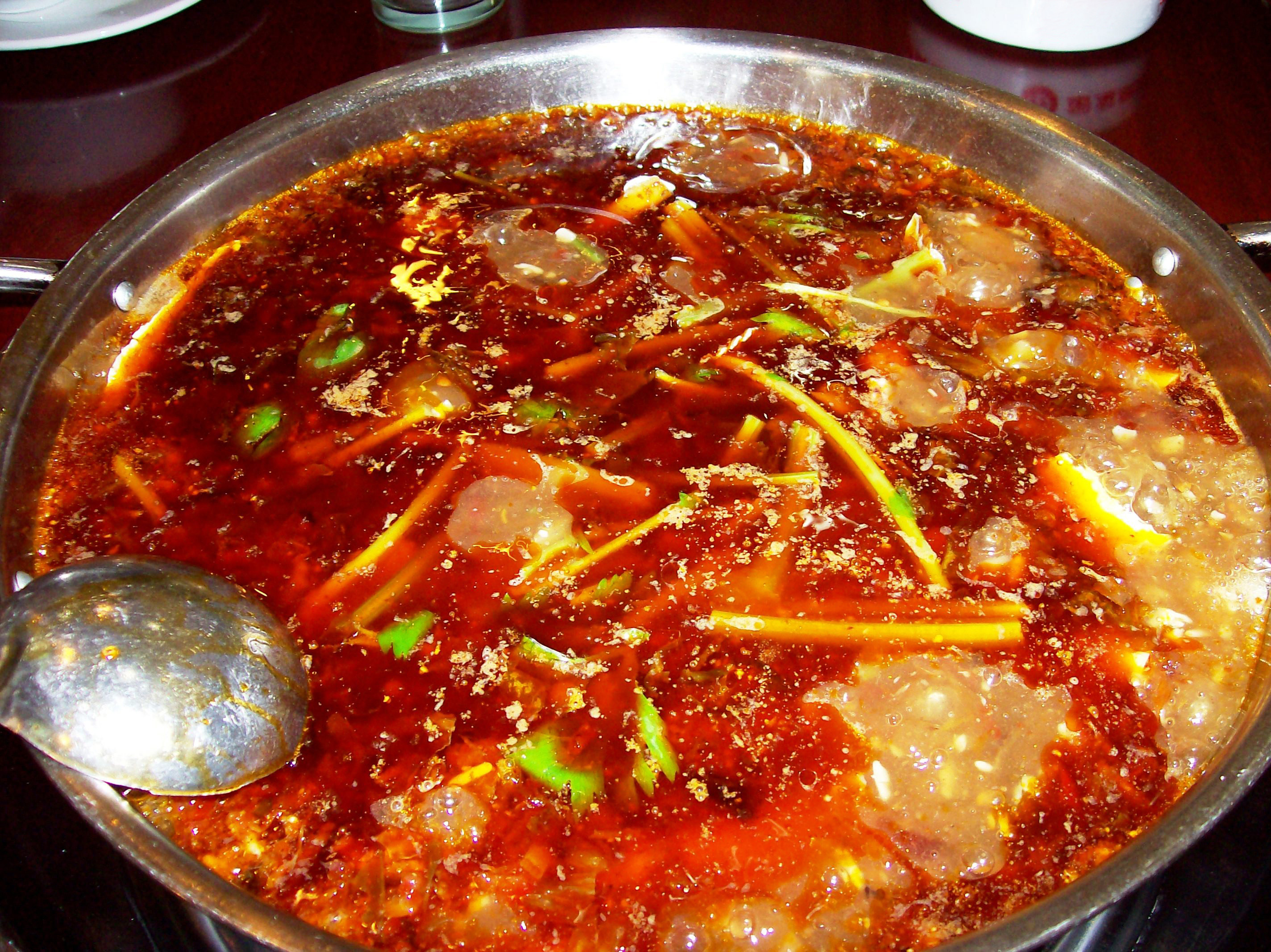
重慶名物の麻辣火鍋、トウガラシの伝来により、この激辛料理が生まれた。

康熙帝、雍正帝、乾隆帝の3人の皇帝の時代を三世の春と呼ぶ。この3人の時代に、皇帝はモンゴル、チベット、ウイグル等の民族にハーンとして君臨し、理藩院による間接統治をおこなう形態を採用する一方、李氏朝鮮やヴェトナム、ビルマ、タイなどの東南アジアの諸国には中国の伝統的な外交方針である冊封体制のもと、周辺諸国とのあいだで朝貢貿易がおこなわれ、緩やかに周辺を支配する形態を採用する形式が完全に確立した時代だった。そのため、ヨーロッパ諸国も中国の伝統的秩序のなかで貿易を行わざるを得なかった。上述のように茶、陶磁器などの物品はヨーロッパで人気のある商品だったため、ヨーロッパの商人は代価として銀を支払うという片貿易の状態が続いた。これは、対日貿易も同じで、明朝の時代よりアメリカ大陸や日本からの銀の輸入が続いたことにより、康熙帝は1711年、地丁銀制を採用した。
対内的に見ると、この時代は戦乱も落ち着いたことから人口が急激に増加した時代だった。康熙帝の頃の17世紀末の人口は約1億5000万人と推定されていたが、約100年後の18世紀後半には3億人を越えたと推定される。地丁銀制により人頭税（丁銀）が固定化したことも人口増加の一因として挙げられるが、この100年間の人口急増を支えたのが、新大陸よりもたらされたトウモロコシやサツマイモ、トウガラシといった農産物だった。農業の発展と貨幣経済の進展により商工業も発達し、新安商人、山西商人といった商業ネットワークも形成されていき、主要都市には、同郷者や同業者の集まる会館・公所がさかんに設立された。
1722年に即位した雍正帝は、朝4時から夜12時まで政務から離れず、便箋もホゴ紙を用い、食事も茶碗についた一粒の米を惜しんだほどの倹約家で、1732年に設置した政治の最高機関軍機処の建物もみすぼらしいバラックのような建物だったという。厳正な政治を心がけた彼は、1724年にはキリスト教の布教を禁止し、イエズス会宣教師をマカオに追放した。1727年には、ロシアとの間にキャフタ条約を結び、モンゴルとシベリアのあいだの国境を画定した。
1735年に即位した乾隆帝の治世は60年の長きにわたった。乾隆帝の業績としてまず挙げられるのが「十全武功」である。ジュンガル、金川、グルカには2度の、回部、台湾、ビルマ、安南には1度の外征を行い、合わせて「十全武功」として自らを「十全老人」と呼んだ。これにより清の版図は最大規模に広がった。また、乾隆30年代にビルマに内乱が起こり、乾隆帝はこれに介入して乾隆34年（1769年）にビルマを朝貢国とした。乾隆53年（1788年）ヴェトナムが王朝交替で乱れると、これに介入して朝貢国とした。ほかに、ラオス、タイを服属させた。
康煕・雍正時代の経済的繁栄や宮廷の倹約もあって国庫は充実し、乾隆帝はたびたび減税を行った。10回の外征も、こうした豊かさを前提としていたが、彼自身は豪奢な南方巡幸を行ったり、ジュゼッペ・カスティリオーネに円明園を造らせるなど派手好みな傾向があった。外国貿易に関しては、1757年に貿易制限令を発して、外国貿易を広州1港に限定した（公行制）。なお、乾隆晩年の1793年にはイギリス使節ジョージ・マカートニーが渡来して通商を要求したが、それに対して乾隆帝は、「わが国は地大物博（地ひろく物産がゆたか）で貴国から買うものはない」といって、その要求をしりぞけた。これは、中国皇帝の傲慢さを示すことばだとして伝えられたが、当時としては事実でもあった。
ただし、18世紀代の約100年で人口が倍増したことは、民衆にとっては、新たな農地開墾に限界を生じさせることともなっていた。そのため、漢民族は移民が禁止されていた満州やモンゴル、ウイグルや台湾、雲南省、貴州省といった地域にも進出する一方、福建省や広東省の沿岸の住民は、東南アジアの諸地域に移住していった（華僑のはしり）。

### 海舶互市新例と享保の改革
日本では元禄時代の経済の急成長により、貨幣経済が農村にも浸透し、四木（桑・漆・茶・楮）・三草（紅花・藍・麻または木綿）など商品作物の栽培が進み、漁業では上方漁法が全国に広まり、瀬戸内海の沿岸では入浜式塩田がひらかれて塩の量産体制が整い各地に流通した。手工業では綿織物が発達し、伝統的な絹織物では高級品の西陣織がつくられ、また、灘五郷や伊丹の酒造業、有田や瀬戸の窯業も発展した。やがて、18世紀には農村工業として問屋制家内工業が各地に勃興した。
人と物の流れが活発になるなかで、城下町・港町・宿場町・門前町・鳥居前町・鉱山町など、さまざまな性格の都市が各地にうまれた。その意味で江戸時代の日本は「都市の時代」だったという評価がある。大石慎三郎は「全世界の歴史を見渡してみても、日本の江戸時代ほど都市が計画的に、しかも大量に作られ、その新しくつくった都市が社会構造の中で中心になった例は、ほかに見られない」と述べている。18世紀初頭の京都と大坂の人口はともに40万近く、さらに江戸は人口100万人前後に達しており、世界最大の都市でもあった。当時の江戸と大坂を結ぶ東海道が、18世紀には世界で一番人通りの激しい道だったといわれている。
このような経済の発展は、院内銀山などの鉱山開発が進んで金・銀・銅が大量に生産され、それと引き替えに海外の物資が大量に日本に入り込んだためでもあったが、18世紀に入ると減産、枯渇の傾向がみられるようになった。それに対応したのが新井白石の海舶互市新例（長崎新令）だった。彼は、幕府開設から元禄までの間、長崎貿易の決済のために、金貨国内通貨量のうちの4分の1、銀貨は4分の3が失われたとし、長崎奉行大岡清相からの意見書を参考にして、この法令を出した。その骨子は輸入規制と商品の国産化推進であり、長崎に入る異国船の数と貿易額に制限を加えるものだった。清国船は年間30艘、交易額は銀6000貫にまで、オランダ船は年間2隻、貿易額は3000貫に制限され、従来は輸入品だった綿布、生糸、砂糖、鹿皮、絹織物などの国産化を奨励した。
8代将軍となった徳川吉宗は、紀州徳川家の出身であり、それまで幕政を主導してきた譜代大名に対して遠慮することなく、大胆に政治改革を行った（享保の改革）。吉宗が最も心をくだいたのは米価の安定だった。貨幣経済の進展にともない、諸物価の基準だった米価は下落を続け（米価安の諸色高）、それを俸禄の単位としていた旗本・御家人の困窮が顕著なものとなったからである。そのため彼は倹約令で消費を抑える一方、新田開発による米の増産、定免法採用による収入の安定、上米令、堂島米会所の公認などを行った。「米将軍」と称されたゆえんである。それ以外にも、財政支出を抑えながら有為な人材を登用する足高の制、漢訳洋書禁輸の緩和や甘藷栽培の奨励、目安箱の設置その他の改革を行った。幕府財政は一部で健全化し、1744年には江戸時代を通じて最高の税収となったが、年貢税率の固定化やゆきすぎた倹約により百姓・町民からの不満を招き、折からの享保の大飢饉もあって、百姓一揆や打ちこわしが頻発した。
なお、「朱子学は憶測にもとづく虚妄の説にすぎない」と朱子学批判を行った荻生徂徠が1726年頃に吉宗に提出した政治改革論『政談』には、徂徠の政治思想が具体的に示されており、これは日本思想史のなかで政治と宗教道徳の分離を推し進める画期的な著作でもあり、こののち経世論が本格化する。一方、1724年には大坂の豪商が朱子学を中心に儒学を学ぶ懐徳堂を設立して、のちには幕府官許の学問所として明治初年まで続いている。1730年、石田梅岩は日本独自の道徳哲学心学（石門心学）を唱えた。享保年間は、このように、学問・思想のうえでも新しい展開のみられた時代でもあった。
| 近代における世界の一体化へ | 近代における世界の一体化へ |